# Bandera de Papúa Occidental

Bandera oficial

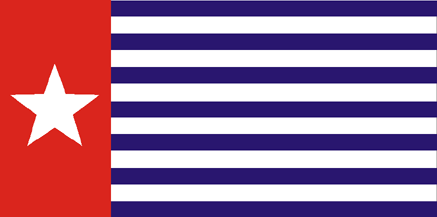
Bandera en proporción 1:2

La bandera de Papúa Occidental fue diseñada por Nicolaas Jouwe. Las 13 barras representan a las tribus, la banda roja es por la lucha política, la estrella representa la esperanza y los colores en conjunto (azul, blanco y rojo) son por la gratitud. 
El gobierno revolucionario provisional de Papúa Occidental adoptó esta bandera el 19 de octubre de 1961 en Dakar, y fue reconocida por el gobierno neerlandés el 18 de noviembre de 1961, siendo adoptada el 20 de noviembre de 1961 e izada por primera vez el 1 de diciembre de 1961. El Boletín de Ordenanzas y Decretos del Gobierno de Nueva Guinea Neerlandesa de 1961, n.º 18 (Ordenanza sobre la bandera territorial) establecía la bandera de 7 barras azules y seis blancas con una banda vertical paralela al asta y estrella en el centro con punta vertical y las puntas en ángulos de 36 grados. La proporción sería 2:3 siendo el grosor de la franja roja 2/5 de la altura de la bandera. La posición en la cual estaría la estrella sería de 7/8 del largo de la franja vertical. Los colores exactos de la bandera quedaban a la decisión del gobernador. La ordenanza fue promulgada el 18 de noviembre de 1961 (publicada el día 20) con efectos a partir del 1 de diciembre de 1961 e iba firmada por el gobernador Platteel y el secretario A. Loosjes. Igualmente otra ordenanza (n.º 69) estableció el himno nacional. Una tercera ordenanza (n.º 70) implementaba la ordenanza 68 sobre el uso de la bandera.
Entre 1962 y 1963 Indonesia ocupó el territorio, que fue rebautizado como Irian Jaya, suprimiéndose la bandera. La anexión definitiva se produjo en 1969. El 1 de julio de 1971 en la región de Markas Victoria, el gobierno revolucionario provisional de Papúa Occidental proclamó la independencia, adoptando la bandera y el escudo para los territorios bajo su control. La bandera se utiliza modernamente en proporción 1:2.
El gobierno indonesio aprobó en el año 2000 su utilización por parte de las comunidades melanesias pese a su claro significado separatista.
Se la conoce como "Morning Star" o "Bintang Kejora" (Estrella de la Mañana).
Es la bandera también de la rama armada del movimiento nacionalista, la Organisesi Papua Merdeka, fundada en 1964.